# 魚腸達爾文介
魚腸達爾文介（学名：Darwinula yüchanga）为達爾文介科達爾文介屬下的一个种。